# Красная Волна (село)
Кра́сная Волна́ либо Черво́ная Хвы́ля (укр. Червона Хвиля), поселок, Красноволновско́й
(Красноволня́нский) сельский совет,
Великобурлукский район,
Харьковская область, Украина.
Код КОАТУУ — 6321485301. Население по переписи 2001 года составляло 640 (305/335 м/ж) человек.
До 2020 года село являлось административным центром Красноволновского сельского совета, в который, кроме того, входили посёлки
Зелёный Гай,
Купьева́ха и
Но́вая Алекса́ндровка.

## Географическое положение
Посёлок находится на правом берегу реки Великий Бурлук;
на реке — плотина, которая образует Великобурлукское водохранилище (площадью ~ 400 га).
Ниже по течению на расстоянии одного км ранее располагалось село Весёлое.
Через село протекает Серебряный ручей.

## История
- Март 1922 года — дата основания семеноводческо-зернового и животноводческого совхоза «Красная волна»[9] в бывшей помещичьей экономии. Это было первое на территории Шиповатского сельсовета общественное предприятие. Это было крупное и экономически сильное хозяйство.
- В 1930-х годах в совхозе было построено нефтехранилище.
- После начала Великой Отечественной войны совхоз частично был эвакуирован в советский тыл.
- После освобождения от немецкой оккупации в начале февраля 1943 года с 1943 по 1946 год работниками совхоза были полностью восстановлены посевные площади, отстроены разрушенные хозяйственные помещения совхоза.
- После ВОВ совхоз входил в Министерство совхозов СССР.
- В 1945 году за восстановление разрушенного оккупантами совхозного хозяйства директор совхоза с 1941 по 1957(?) год А. А. Майборода был награждён орденом «Знак Почёта»[10].
- В 1947 году совхоз «Красная волна» получил в среднем по 33,3 центнера пшеницы с каждого гектара на площади 501 гектаров. Указом Президиума Верховного Совета СССР от 13 марта 1948 года «за получение высоких урожаев пшеницы при выполнении совхозом плана сдачи государству сельскохозяйственных продуктов в 1947 году и обеспеченности семенами зерновых культур для весеннего сева 1948 года» директор совхоза Александр Майборода был удостоен звания Героя Социалистического Труда с вручением ордена Ленина и золотой медали «Серп и Молот».
- В 1947-1948 годах «за получение высоких показателей в сельском хозяйстве и рекордные урожаи зерновых» с одного гектара работникам совхоза «Красная волна» В. З. Сиренко, Т. С. Лидовской, В. П. Житник, А. В. Пасмур, Е. Г. Колесник, М. М. Губиной, П. Г. Олейниковой было присвоено звание Герой Социалистического Труда.
- В апреле 1949 года за полученный в 1948 году совхозом «Красная волна»[9] высокий урожай зерновых Александр Майборода был награждён вторым орденом Ленина.
- C 1922 по 1977 год село входило в Шиповатский сельсовет. В 1977 было исключено из состава данного сельсовета и образовало свой сельсовет, существовавший до 2020 года, когда он прекратил существование вместе с Велико-Бурлукским районом в рамках «реформы».
- В 1993 году в селе Красная Волна[1] действовали автоматическая телефонная станция, аптека, больница, быткомбинат, детсад, детские ясли, Дом культуры, магазины, участковое отделение милиции, отделение связи, сбербанк, сельсовет, школа, совхоз «Красная Волна» с тремя отделениями, участок орошения.[1]

## Происхождение названия
Украинское Червона Хвыля переводится как «Красная Волна».
Село изначально названо по-русски Красная Волна по названию животноводческого совхоза — в честь наступления Красной Армии через эту землю в декабре 1919 года во время Гражданской войны.
В 1992-1993 годах село официально называется Красная Волна.

## Экономика
- В селе при СССР были молочно-товарные фермы (МТФ) и машинно-тракторные мастерские (МТМ).
- Государственное предприятие «Исследовательское хозяйство „Пантелеймоновское“» НИИ растениеводства имени академика В. Я. Юрьева УААН.

## Объекты социальной сферы
- Красноволнянская[5] школа.
- Cельский клуб.
- Больница.
- Спортивная площадка.

## Достопримечательности
- В селе возле школы находится братская могила советских воинов, павших при освобождении села в мае 1942 и феврале 1943 года. Известны имена 38-ми погибших воинов РККА.[5] После ВОВ там был поставлен памятник.[5]
- Региональный ландшафтный парк «Великобурлукская степь». Площадь 2042,6 га. Размещается на территории пгт Великий Бурлук и сёл Катериновка, Червона Хвыля, Шиповатое, Андреевка, Горяное, посёлок Плоское[11].

## Известные люди
- Майборода, Александр Антонович — Герой Социалистического Труда.
- Губина, Мария Михайловна — Герой Социалистического Труда.
- Житникова, Варвара Павловна — Герой Социалистического Труда.
- Замлелый, Александр Терентьевич — Герой Социалистического Труда.
- Лидовская, Татьяна Сергеевна — Герой Социалистического Труда.
- Олейникова, Пелагея Гавриловна — Герой Социалистического Труда.